# Crambus ainslieellus
Crambus ainslieellus là một loài bướm đêm trong họ Crambidae.